# Estudis d'internet
Estudis d'internet és un camp interdisciplinari que estudia les dimensions socials, psicològiques, pedagògiques, polítiques, tècniques, culturals, artístiques, altres dimensions d'Internet i altres tecnologies de la informació i la comunicació relacionades. Ara els estudis d'Internet s'han estès en totes les disciplines acadèmiques i hi ha una col·laboració creixent per realitzar recerques sobre el tema.  En els últims anys, els estudis d'Internet s'han institucionalitzat en cursos d'estudi en diverses institucions d'Educació superior com ara: la Universitat d'Oxford, Universitat Harvard, Escola de Londres d'Economia, Universitat de Tecnologia Curtin, Universitat Brandeis, Universitat Endicott, Universitat Hebrea de Jerusalem, Universitat Estatal Apalache i la Universitat de Minnesota. Altres similars es troben en divisions que porten diversos noms com a  "Internet i Societat", "societat virtual", "cultura digital", "nous mitjans de comunicació" o "mitjans de comunicació convergents", diversos "iSchools", o programes com a "Mitjans de comunicació en Transició" a l'Institut Tecnològic de Massachusetts. Referent a la recerca, els estudis d'Internet estan relacionats amb estudis de cibercultura, interacció persona-computadora, i estudis de ciència i tecnologia. 
Les revistes acadèmiques són clau per comunicar els resultats de les recerques. Entre elles trobem: Bad Subjects, Convergence: The Journal of Research into New mitjana Technologies, Ctheory, Cyber Psychology + Behaviour, Computers in Human Behavior, First Monday, Information, Communication and Society, The Information Society, Journal of Computer-Mediated Communication, M/C, New Mitjana & Society, tripleC: Journal for a Global Sustainable Information Society, Fibreculture Journal, and TeknoKultura. No obstant això, la recerca relacionada amb Estudis d'Internet està present en una àmplia gamma de trobades i disciplines. Per acabar també cal destacar: Internet i societat es tracta d'un camp d'estudi que aborda la interrelació entre Internet i la societat, això és: com la societat ha canviat internet i com Internet ha canviat la societat. 
Els aspectes socials relacionats amb Internet han pres notorietat des del creixement de la World Wide Web, els quals poden ser observats en revistes i diaris que publiquen moltes històries sobre temes com les relacions per internet, ciberassetjament escolar, Web 2.0, delictes informàtics, ciberpolítica, economia d'Internet, etc. La majoria de les monografies científiques que han inclòs Internet i societat en els seus títols de publicació, són naturalment teories socials. Internet i societat pot ser considerat com un abordatge essencialment social i teòric dels estudis d'internet.

## Temes d'estudi
Les disciplines que contribueixen als estudis d'Internet tenen en compte:
- Comunicació intervinguda per ordinador: rol de el email, mitjans socials, MMORPGs, xerrada on-line, blogs, i mensajear en processos de comunicació
- Drets digitals: privadesa, llibertat d'expressió, propietat intel·lectual, i gestió de drets digitals
- Mà d'obra digital i la Economia dels Petits Encàrrecs
- Arquitectura d'internet: programació fonamental i arquitectura de la Internet, com TCP/IP, HTML, CSS, CGI, CFML, DOM, JS, PHP, XML
- Cultura d'internet: argot d'Internet, Cybercultura i música digital.
- Seguretat d'internet: estructura i propagació de virus, malware, programes maliciosos, mètodes de protecció com a antivirus i tallafocs.
- Comunitats on-line: fòrums d'Internet, blogs, i MMORPGs.
- Programari de codi obert: capacitat d'usuaris d'Internet per col·laborar per modificar, desenvolupar, i millorar peces de programari disponible de franc
- Sociologia de la Internet: implicacions socials de la Internet, noves xarxes socials noves, societats on-line (comunitats virtuals), pràctiques d'identitat i interacció social a la Internet.
- Ciència i Estudis de Tecnologia: com i per què tenim les tecnologies digitals que tenim, i com el social dona forma al seu desenvolupament.

## Autors claus
El treball fonamental per al desenvolupament dels estudis d'internet es troba en els estudis de la Societat de la Informació i la Societat Xarxa realitzat per acadèmics com Manuel Castells, Mark Poster, Frank Webster, etc. Altres autors importants són: en el soci-psicològic Sherry Turtle i Robert Kraut; en el soci-històrics com Abbate i Patrice Flichy;  en xarxes socials Barry Wellman i Caroline Haythornwaite; en ciència de la informació Ronald Rice; en privadesa i vigilància David Lió i Philip Agre; en lleis i política de Lawrence Lessig, Andrew Chadwick i Jonathan Zittrain; i en innovació de Robin Williams, Robin Mansell i Steve Woolgar. 

## Història
Com Barry Wellman argumenta, els estudis d'internet poden trobar els seus principis amb la publicació de la Nació de Xarxa de 1978 en la qual prevalien els científics de la computació que es presentaven en esdeveniments com la conferència anual de el CSCW. Ràpidament se'ls unien els investigadors d'àrees empresarials i biblioteconomia i ciències de la informació. Cap a finals de 1990, s'hi donava més atenció a les recerques sistemàtiques sobre els usuaris i l'ús de les noves tecnologies. L'any 1990, la ràpida difusió de l'accés a internet va començar a captar l'atenció d'una sèrie de ciències socials i disciplines humanes, incloent el camp de la comunicació. Algunes d'aquestes recerques, com el Pew Internet & projecto de Vida americana i el Projecte d'Internet Mundial, van emmarcar aquesta recerca en els termes dels abordatges tradicionals de les ciències socials, amb més èmfasi en usuaris de la tecnologia que a la tecnologia. 
L'any 1996, aquest interès es va expressar també d'altres maneres. La Universitat de Georgetown va començar a oferir un màster en el tema i a la Universitat de Maryland, David Plata va crear el Centre de Recursos per als estudis de la Cybercultura. La Universitat de Middlebury va desenvolupar Política de les Realitats Virtuals, un dels primers cursos de pregrau dedicat a explorar les implicacions polítiques, legals i normatives sobre la democràcia liberal d'Internet. L'any 2001, el periòdic The Chronicle of Higher Education va notar que "estudis d'internet" era una disciplina emergent per dret propi -com ho va suggerir el primer programa de pregrau a l'àrea, ofert per la Universitat Brandeis Universitat- i va notar que "potser el senyal més evident de l'embranzida d'aquesta àrea" era la popularitat de la conferència anual creada per la llavors naixent Associació d'Investigadors d'Internet.
Des d'una perspectiva especialment sociològica, James Slevin (2000) desenvolupa una teoria social d'Internet basada principalment en la línia de pensament fundada pel sociòleg britànic Anthony Giddens. Per altra banda, Christian Fuchs (2008) s'adona d'una teoria social basada en els treballs de Teoria Crítica d'acadèmics com Herbert Marcuse, pel concepte d'autoorganizacio, i pel pensament neo-marxista.
Aproximacions més recents de l'estudi d'internet s'han concentrat a situar l'ús de la tecnologia en contextos socials particulars i a entendre com l'ús d'aquest es relaciona amb canvis socials i institucionals. 

## Organitzacions acadèmiques
- Els noms es troben traduïts a l'espanyol i les sigles es van mantenir segons els seus inicials en anglès:
- Societat Americana per a la Ciència de la Informació i Tecnologia (ASIST)
- Secció de Tecnologies de la Comunicació i Informació de la Associació Sociològica Americana (CITASA)
- Associació d'Investigadors d'Internet (AoIR)
- Divisió de Comunicació i Tecnologia de l'Associació per a l'Educació en Periodisme i Comunicació de Masses (CTEC)
- Associació dels Sistemes Informàtics (ACM)
- Associació Europea per a l'Estudi de Ciència i Tecnologia
- Grup Permanent d'Internet i Polítiques (SG) del Consorci Europeu per a la Recerca Política (ECPR)
- Divisió de Comunicació i Tecnologia (CAT) de l'Associació Internacional de Comunicació
- Associació Internacional per a la Recerca de Mitjans i Comunicació
- Divisió de Comunicació Humana i Tecnologia (HCTD) de la Associació Nacional de Comunicació (NCA)
- Societat per als Estudis Socials de la Ciència

## Àmbits relacionals
- Comerç electrònic
- Interacció persona-computadora
- Ètica de la recerca d'internet
- Biblioteconomia
- Estudis de ciència i tecnologia
- Ciència de la web
- Guy Debord: La societat de l'espectacle – descripció i explicació del context en el qual Internet emergeix i evoluciona